# غزاة ناطحات السحاب
غزاة ناطحات السحاب (باليابانية: 天空侵犯، بالروماجي: Tenkuu Shinpan) هي سلسلة مانغا يابانية من تأليف ميورا تسوينا ورسوم أوبا تاكاهيرو، نشرت من قبل كودانشا في عام 2013 حتى مارس عام 2019، على تطبيق Manga Box، المطور من قبل دينا. أنتجت المانغا إلى أونا أنمي من قبل استوديو زيرو-جي، عرض الأنمي في 25 فبراير عام 2021.
تم تعديل سلسلة الرسوم المتحركة الأصلية للشبكة (أونا) من إنتاج شركة زيرو-جي وتم بثها في جميع أنحاء العالم على نتفليكس في فبراير 2021.

## القصة
تدور أحداث القصة عن عالم غريب، مليء بناطحات السحاب متصلة بجسور، يوري وهي فتاة في المدرسة الثانوية، تجد نفسها على سطح إحدى البنايات برفقة رجل مقنّع متعطش للدماء، ولاتعرف أين هي ولا حقيقية هذا المكان ولا السبيل للخروج.

## الشخصيات
يوري هونجو (باليابانية: Yuri Honjō، بالروماجي: 本城遊理)
مؤدية الصوت: هاروكا شيرايشي/روعة السعدي
مايوكو نيسي (باليابانية: 二瀬真由子، بالروماجي: Nise Mayuko)
مؤدية الصوت: شيكي أوكي
كون شينزاكي (باليابانية: 新崎九遠، بالروماجي: Shinzaki Kuon)
مؤدية الصوت: أكيرا سيكيني
ريكا هونجو (باليابانية: 本城理火، بالروماجي: Honjō Rika)
مؤدية الصوت: جونيا إينوكي/خالد أبو النجا
سنايبر ماسك (باليابانية: スナイパー仮面، بالروماجي: Sunaipā Kamen)
مؤدي الصوت: يويتشيرو أوميهارا
مامورو أيكاوا (باليابانية: 相川守، بالروماجي: Aikawa Mamoru)
مؤدي الصوت: جون فوكوياما
يويوي كوساكابي (باليابانية: 日下部弥生، بالروماجي: Kusakabe Yayoi)
مؤدية الصوت: يوكو هيكاسا
كازوما أوهارا (باليابانية: 青原和真، بالروماجي: Aohara Kazuma)
مؤدي الصوت: كوجي يوسا

## الاستقبال
قام جان كارلو ليموس وستيف جونز بمراجعة المسلسل في قسم «الأنمي في هذا الأسبوع» لشبكة أخبار الأنمي. وقال ليموس إن المسلسل لا يعطي «أفضل انطباع أولي»، وبينما كان يكرهه عندما بدأ مشاهدته لأول مرة، أصبح «ليس بالجيد ولا بالرديء»، مقارنًا إياه بغانتز، مضيفًا أن المسلسل «انشغل بلقطات داخلية وحالات مختلفة من غير الرسمية». ومع ذلك، أشاد جونز بتصميم الشخصيات الشريرة وأعرب عن أمله في إنتاج موسم ثانٍ من المسلسل، مع الاعتراف بأنه «ليس للجميع».

## وصلات خارجية
- غزاة ناطحات السحاب على موقع Manga box

- غزاة ناطحات السحاب على موقع ANN manga (الإنجليزية)